# Mike Mower
Michael Henry Mower (Bath, 9 juni 1958) is een Britse jazzmuzikant die saxofoon en fluit speelt. Hij componeert en arrangeert voor bigbands.

## Biografie
Mower kreeg in 1970 zijn eerste fluitlessen, in Bath. Na een klassieke fluitstudie aan de Royal Academy of Music in Londen ging hij als autodidact aan de slag met de saxofoon. In 1985 was hij een van de oprichters van het saxofoon-kwartet Itchy Fingers, waarmee hij (tot het einde van de groep in 1997) internationaal toerde en verschillende platen maakte. Hij leidt een eigen bigband, alsook de Mike Mower Flute Band.
Als freelancer werkte Mower met musici als Gil Evans, Tina Turner, Paul Weller, Björk (Surrounded), James Galway en Ryūichi Sakamoto. In 1987 stond hij op de New Jazz Meeting Baden-Baden met Carla Bley.
Als componist en arrangeur werkte hij voor onder meer de BBC Big Band, de NDR Bigband, het Stockholm Jazz Orchestra en Texas Tech Wind Orchestra. James Galway (wiens albums Tango del fuego en Unbreak My Heart hij produceerde), Airto Moreira & Flora Purim, Clare Southworth en het Safri Duo, alsook ensembles als Riga Saxophone Quartet en Saxofourte hebben Mower compositieopdrachten gegeven. Hij arrangeerde ook voor het Eurovisiesongfestival.
Mower is een associate van de Royal Academy of Music.